# Cellaria elongata
Cellaria elongata is een mosdiertjessoort uit de familie van de Cellariidae.